# Michel Chevalier (homme politique)
Pour les articles homonymes, voir Michel Chevalier et Chevalier.
Michel Chevalier, né le 13 janvier 1806 à Limoges et mort le 28 novembre 1879 au château de Montplaisir, est un homme politique et économiste français.

## Biographie

### Jeunesse et études
Michel Chevalier est fils de Jean-Baptiste Chevalier, chef de bureau à la direction des contributions indirectes, et de Marie Gareaud.
Élève de l'École polytechnique (X1823), Chevalier en sort major.
Il entre à l'École des mines de Paris le 14 novembre 1825 comme ingénieur-élève, est mis hors de concours le 18 avril 1829 et nommé ingénieur du corps des Mines le 20 mai 1829.

### Parcours professionnel

#### 1830-1833: période Saint-simonienne
Le 4 juillet 1830, il est ingénieur ordinaire de 2e classe.
Après la Révolution de juillet, il devient un adepte de la doctrine saint-simonienne et éditeur du journal Le Globe, qui sera interdit en 1832 lorsque la « secte des Simoniens » est décrétée contraire à l'ordre public. En tant qu'éditeur, il est condamné à six mois de prison qu'il effectue à Sainte-Pélagie.

#### Fin 1833-1835: période américaine
À sa libération, le ministre de l'intérieur Adolphe Thiers l'envoie en mission aux États-Unis et au Mexique, pour y observer l'état industriel et économique des Amériques. À Mexico, il rencontre Andrés Manuel del Río, l'un des plus grands minéralogistes de son temps.
Il voyage également aux États-Unis et transmets régulièrement des lettres sur ses observations pour publication dans le Journal des débats.
L'ensemble de ces lettres seront publiées en recueil en 1836 sous le titre : Lettres sur l'Amérique du Nord.
Il publiera aussi à ce sujet :  
- Lois européennes et américaines sur les chemins de fer, 1837
- Histoire et description des voies de communication aux États-Unis et des ouvrages d'art qui en dépendent, 1840-1842, 2 volumes

#### 1835-1851: Essor professionnel
Il rentre en France courant 1835 et en 1837, il publie Des intérêts matériels en France, qui marque le véritable début de sa carrière. Il est nommé cette année-là chevalier de la Légion d'honneur. En 1838, il est conseiller d'État.
En 1840, il est réintégré dans le corps des mines avec le grade d'ingénieur en chef.
En 1841, il obtient la chaire d'économie politique au Collège de France où il défend des thèses libérales et libre-échangistes.
Il est élu député de l'Aveyron à la Chambre le 25 janvier 1845 avec l'appui du gouvernement, dans le 1er collège électoral de l'Aveyron (Rodez) par 244 voix sur 385 votants, contre M. de Séguret, ancien député, 136 voix, « ...et ne le fut pas longtemps », indique plaisamment son biographe Jules Simon, puisqu'il perd son mandat dès le 6 juillet 1846. Il siégea au centre, et ne prit la parole que dans les questions de sa compétence spéciale.
Il participe à la rédaction du Journal des débats en 1848.
Il devient, en 1851, membre de l'Académie des sciences morales et politiques au fauteuil du Dr Villermé.

#### 1851-1870: ralliement à l'Empire
Cette même année, après le coup d'État du 2 décembre, il se rallie à Napoléon III, dont il devient un conseiller économique très écouté.
En 1852, il est nommé président du conseil général de l'Héraultet exerce cette tâche jusqu'au 26 février 1870, remplacé ensuite à cette présidence par le préfet Eugène Lisbonne.
Malgré l'opposition des grands industriels et des Chambres, Chevalier tente d'imposer ses conceptions libre-échangistes à la politique commerciale de la France. Avec Richard Cobden et John Bright, il est l'un des artisans — aidé par François Barthélemy Arlès-Dufour — du traité franco-britannique de libre-échange du 23 janvier 1860, surnommé « traité Cobden - Chevalier ».
Il est nommé sénateur le 16 mars 1860 et le reste jusqu'au 4septembre 1870.
Il apporte en 1862 et 1863 son soutien affirmé à l'expédition du Mexique.
En 1867, il est président du jury international à l'Exposition universelle après avoir participé aux précédentes expositions en tant que président de la Commission d'économie domestique à l'exposition de Paris en 1855 et chef de la délégation française à l'exposition de Londres de 1862.
En juin 1869, il présida la Ligue internationale de la paix et de la liberté et ainsi en 1870, seul de tout le Sénat, il vota contre la guerre à la Prusse.

#### 1870-1879: retraite
À la chute de l'Empire en 1870, s'étant retiré de la vie publique, il fonde une société d'études pour la réalisation d'un tunnel sous la Manche avec Thomé de Gamond. La concession du tunnel sera obtenue en 1880, quelques mois après sa mort, mais les travaux seront vite abandonnés.
Elu en 1871 au canton de Lunas (arrondissement de Lodève, département de l'Hérault), il siège au comme conseiller jusqu'en 1877.
Il décède le 28 novembre 1879 dans son château de Montplaisir près de Lodève et est inhumé dans le caveau familial du cimetière de cette ville.

### Vie privée
Il se fiance en 1844 avec Emma Fournier (1823-1913), avec qui il se marie un an plus tard. le 16 avril 1845.
Le couple a quatre filles :
- Marie, née en 1846, qui épouse Albert Le Play en 1867 ;
- Cordélia (1848-1913), qui épouse Paul Leroy-Beaulieu le 2 mai 1870 ;
- Camille (1850-1927), qui épouse Émile Flourens le 11 août 1874 ;
- Geneviève (1851-1902) qui épouse l'industriel Émile Dehollain (1841-1917) le 5 avril 1876.

Un de ses frères cadets, Auguste Chevalier, fut normalien section scientifique, ingénieur, secrétaire général de la Présidence, député de l'Aveyron, saint-simonien et disciple de Prosper Enfantin, ami cher d'Évariste Galois, qui lui dédia sa dernière et célèbre lettre la nuit précédant sa mort. Il fut un économiste et un homme d'affaires.

### Hommages
- Une rue de Limoges (Haute-Vienne) porte le nom de Michel Chevalier
- Une avenue de Lodève (Hérault) porte le nom de Michel Chevalier
- Une rue de Panazol (Haute-Vienne) porte le nom de Michel Chevalier
- Une salle du site parisien  de l'Ecole des mines de Paris porte le nom de Michel Chevalier[24]
- Le sculpteur Alphonse Lami a réalisé des bustes de Michel Chevalier (1856 et 1860) et de sa femme (1864)
- Au cours de la séance du 7 décembre 1889 de l'Académie des sciences morales et politiques, M. Jules Simon, secrétaire perpétuel lit une notice historique sur sa vie et ses travaux[25]

## Ouvrages
- Journal de voyage de MM. Drouot, Vene, Chevalier, élèves ingénieurs des mines [Principales étapes : Paris à Limoges, Limoges à Saint-Yrieix-la-Perche, Saint-Yrieix-la-Perche à Larrau, Larrau à Saint-Girons, Saint-Girons à Toulouse en passant par Vicdessos, Foix, Pamiers, Chalabre], 1827[26]
- Mémoire sur l'affinage du fer dans la Vallée de Vicdessos par M. Chevalier, 1827[27]
- Mémoire sur le gisement et l'exploitation du fer spathique dans la Vallée de Baigorry par M. Chevalier, élève ingénieur, 1827[27]
- Notice sur la carbonisation de la tourbe à Crouy-sur- Ourcq, Annales des mines, 1829[28]
- Observations sur les mines de Mons et les autres mines de charbon qui approvisionnent Paris, 1830[29],[30],[31]
- Le Globe [comme directeur], du 10 novembre 1830 jusqu'à l'interdiction du journal en 1832[32]
- Doctrine de Saint-Simon : La Marseillaise, [auteur présumé], 1830[33]
- Religion saint-simonienne. Politique européenne, 1831[34]
- Religion saint-simonienne : Aux chefs des églises des départements, 1831[35]
- Religion saint-simonienne : Événemens de Lyon, 1831[36]
- Religion saint-simonienne : projet de discours de la couronne pour l'année, 1831[37]
- Religion saint-simonienne : la presse [auteur présumé], 1831[38]
- Religion saint-simonienne : La guerre et l'industrie : grands travaux à établir, 1832[39]
- Religion saint-simonienne:  Sujet de méditation pour les peuples et pour les rois, 1832[40]
- Religion saint-simonienne : Poursuites dirigées contre notre Père suprême Enfantin et contre notre Père Olinde Rodrigues, 1832[41]
- Religion saint-simonienne: Politique industrielle et Système de la Méditerranée, 1832[42]
- A Lyon : 23 novembre 1832[43]
- Lettres sur l'Amérique du Nord, Paris, Charles Gosselin et Cie, 1836[44],[45]
- Lois européennes et américaines sur les chemins de fer, 1837[46]
- Des intérêts matériels en France. Travaux publics, routes, canaux,chemins de fer, 1837[47]
- Histoire et description des voies de communication aux États-Unis et des ouvrages d'art qui en dépendent, 1840-1842, 2 volumes[48],[49],[50]
- Comparaison des budgets de 1830 et de 1843, par Michel Chevalier. Budget des recettes, 1843[51]
- Essais de politique industrielle : souvenirs de voyage, France, République d'Andorre, Belgique, Allemagne, 1843[52]
- Cours d'économie politique, 1842-1850, 3 volumes
- L'Isthme de Panama, suivi d'un aperçu sur l'isthme de Suez, 1844[53]
- Élections dans le département de l'Aveyron. 1846. Polémique entre M. F. Cabrol, directeur des Forges de l'Aveyron, et M. Michel Chevalier, député sortant, 1846[54]
- Des forces alimentaires des États et des devoirs du gouvernement dans la crise actuelle, 1847[55]
- Mémoire sur la production de l'or et de l'argent, considérée dans ses fluctuations / par M. Alex. de Humboldt ; traduit de l'allemand par M. M. Rempp ; avec un avant-propos de M. Michel Chevalier, 1848[56]
- La République d'Andorre, ou une république séculaire heureuse et stable depuis Charlemagne jusqu'à nos jours (1790-1848), 1848[57]
- La Liberté aux États-Unis, Paris, Capelle, 1849[58]
- L'Économie politique et le socialisme, discours prononcé au Collège de France, le 28 février, pour l'ouverture du cours d'économie politique, 1849[59]
- Accord de l'économie politique et de la morale, discours d'ouverture du cours d'économie politique au Collège de France, 1850[60]
- Le Mexique, 1851[61]
- L'exposition universelle de Londres considérée sous les rapports philosophique, technique, commercial et administratif, au point de vue français : aperçu philosophique, lettres écrites de Londres, 1851[62]
- Chemins de fer, 1852[63]
- Examen du système commercial connu sous le nom de système protecteur, 1852[64]
- Question de l'or : métaux précieux et monnaie, 1853[65]
- Cours d'économie politique au Collège de France, leçons, 1858[66]
- De la baisse probable de l'or, des conséquences commerciales et sociales qu'elle peut avoir et des mesures qu'elle provoque, 1859[67]
- L'Expédition du Mexique, 1862[17]

- Des définitions et de la nature du numéraire et du crédit, à l'occasion de deux ouvrages de M. H. D. Macleod "Éléments d'économie politique" et "Dictionnaire d'économie politique", 1862[68]
- Exposition universelle de Londres de 1862 : rapports des Membres de la Section française du jury international sur l'ensemble de l'exposition, 1862
- Le Mexique ancien et moderne, 1863[18]
- Inauguration du monument élevé à la mémoire de François Arago, à Estagel (Pyrénées-Orientales), le 31 août 1865, Institut impérial de France, Académie des sciences, 1865[69]
- Richard Cobden, 1866[70]
- La guerre et la crise européenne, 1866[71]
- Cours d'économie politique au Collège de France, La monnaie, 1866[72]
- Exposition universelle de 1867 à Paris : rapport du jury international, 1868
- Comment une nation rétablit sa prospérité, erreurs qu'elle doit éviter, 1871[73]
- Du Droit international, de ses vicissitudes et de ses échecs dans le temps présent. "Le Droit international, théorique et pratique, précédé d'un exposé historique des progrès de la science du droit des gens", 1873[74]
- La nouvelle dépréciation de l'argent, 1876[75]
- Le système monétaire : le simple et le double étalon, 1876[76]
- Le renouvelle des traités de commerce, 1876[77]
- Traité de pisciculture pratique et d'aquiculture en France et dans les pays voisins, par G. Bouchon-Brandely, avec une préface de M. Michel Chevalier, 1876[78]
- Les Brevets d'invention examinés dans leurs rapports avec le principe de la liberté du travail et avec le principe de l'égalité des citoyens, 1878[79]